# Переулок Фабрициуса (Минск)

## Историческая справка
До 1926 года — Дементьевская улица, с 1926 по 1977 годы — улица Дзержинского, в 1977 году в связи с появлением в Минске проспекта Дзержинского переименована в переулок Фабрициуса (по находящейся рядом улице Фабрициуса).
Первоначально пролегала от Московской до Грушевской улицы, пересекая железную дорогу Минск—Брест. После строительства депо Минского метрополитена оказалась разрезанной на две изолированные части — от улицы Московской до улицы Фабрициуса (160 м, со стороны улицы Московской — тупик) и от полотна железной дороги до улицы Грушевской (230 м).

## Предприятия и организации
(выходят боковыми фасадами, числятся по другим улицам)
- Республиканское унитарное производственное предприятие (РУП) «Белмедпрепараты»
- Дом быта
- Депо метрополитена
- Медицинская библиотека